# Xanthoparmelia parvoclystoides
Xanthoparmelia parvoclystoides är en lavart som beskrevs av Elix & J. Johnst. Xanthoparmelia parvoclystoides ingår i släktet Xanthoparmelia och familjen Parmeliaceae.   Inga underarter finns listade i Catalogue of Life.